# Blue Period
Blue Period (ブルーピリオド Burū Piriodo?), también conocida bajo su título en español de Período azul, es una serie de manga escrita e ilustrada por Tsubasa Yamaguchi. Ha sido publicada en la revista Gekkan Afternoon de la editorial Kōdansha desde el 24 de junio de 2017. Blue Period sigue la vida de Yatora Yaguchi, un estudiante de secundaria que descubre su vocación por la pintura y se prepara para estudiar en la Universidad Nacional de Bellas Artes de Tokio.
Hasta la fecha, el manga ha sido recopilado en diecisiete volúmenes tankōbon y ha sido galardonado con el premio Manga Taishō a la mejor serie de 2020. Cuenta con una adaptación a anime, estrenada el 2 de octubre de 2021, que se emite en Japón por la red de canales de TBS (dentro del bloque Super Animeism) y a nivel internacional por Netflix.

## Argumento
Yatora Yaguchi es un estudiante de secundaria que constantemente se esfuerza por sacar buenas calificaciones y es popular entre sus compañeros, pero siente un profundo vacío interior puesto que aún no sabe qué hacer con su vida. Todo cambia cuando pasa por el club de arte del instituto y se queda prendado de la calidad del cuadro de una compañera, lo que le inspira a realizar su primer dibujo: un paisaje azul del amanecer de la ciudad de Shibuya. Después de ser felicitado por toda la clase, siente que el arte le ha llevado a expresarse por primera vez con sinceridad y se da cuenta de que la pintura es su vocación. A partir de ese momento, Yatora, quien no tiene experiencia ni conocimientos previos sobre el arte, tratará de aprender todas las técnicas posibles para presentarse al examen de ingreso de la Universidad Nacional de Bellas Artes de Tokio (Geidai), considerado uno de los más exigentes del país por las pocas plazas que oferta.

## Personajes

### Principales
Yatora Yaguchi (矢口 八虎 Yaguchi Yatora?)
 Seiyū: Hiromu Mineta, Luis Moreno (español latino)
El protagonista principal de la serie. Yatora es un estudiante de secundaria quien decide estudiar Bellas Artes al descubrir que la pintura le ha llevado a ser sincero consigo mismo por primera vez en su vida. Tiene una personalidad abierta, le gusta socializar y muestra una gran fuerza de voluntad que emplea para conseguir sus objetivos. Por otro lado, su visión pragmática de la vida le lleva a preocuparse demasiado por lo que digan los demás sobre él.
Ryūji Ayukawa (鮎川 龍二 Ayukawa Ryūji?)
 Seiyū: Yumiri Hanamori, Juliana Sánchez (español latino)
Es un compañero de clases y amigo de Yatora, quien le convence para que se inscriba en el club de arte de la escuela. Es un chico que siempre se viste de mujer, por lo que prefiere que sus compañeros y profesores le llamen Yūka (ユカ?), y es especialmente popular entre las chicas. Tiene una personalidad enérgica y en apariencia confiada, pero al mismo tiempo se siente muy inseguro por el rechazo de sus padres hacia su forma de vestir y el hecho de que estudia arte. Se especializa en pintura japonesa por influencia de su abuela, el único familiar que le comprende.
Yotasuke Takahashi (高橋 世田介 Takahashi Yotasuke?)
 Seiyū: Daiki Yamashita, Luis Rios (español latino)
El principal rival y amienemigo de Yatora, con un talento innato para la pintura. Ambos coinciden por primera vez en un curso de arte para preparar el examen de ingreso. Es un joven solitario, tiene mal carácter y siempre dice lo que piensa sin tener en cuenta los sentimientos de los demás. Muestra una enorme confianza en sus habilidades artísticas, hasta el punto en el que no cree que sirva para nada más. Por esta razón no soporta a Yatora, de quien piensa que podría estudiar cualquier otra cosa, pero eventualmente termina reconociendo sus progresos.
Haruka Hashida (橋田 悠 Hashida Haruka?)
 Seiyū: Kengo Kawanishi, Daniel Vargas (español latino)
Es un compañero de clases de Yotasuke de la escuela preparatoria. Su rasgo característico es que siempre esta sonriente y feliz, además de poseer grandes habilidades artísticas desde el principio.
Maki Kuwana (桑名 マキ Kuwana Maki?)
 Seiyū: Yume Miyamoto, María Paula Castiblanco (español latino)
Una compañera de clase de Yatora de la escuela preparatoria. Toda su familia son graduados de Geidai, algo que suma a la presión de su reputación en la escuela preparatoria. Maki es muy habilidosa, enérgica y persistente, pero teme ser comparada con su popular hermana mayor, quien es más hábil en la pintura. A lo largo de la serie, Yatora se cruza con distintos personajes secundarios entre su círculo de amistades, el club de arte del instituto, la Escuela de Bellas Artes de Tokio —donde prepara el examen de ingreso— y la Universidad Nacional de Bellas Artes.

## Producción
La autora de la obra es Tsubasa Yamaguchi, una dibujante que ha estudiado en la Universidad Nacional de Bellas Artes de Tokio y que en 2014 ganó un premio de la revista Monthly Afternoon. Antes de encargarse de una serie larga hizo para la misma revista algunas obras autoconclusivas, entre ellas una adaptación al manga del cortometraje Kanojo to Kanojo no Neko, la obra que dio a conocer a Makoto Shinkai.
Parte del argumento de Blue Period está inspirado en experiencias personales de la autora como estudiante en la Facultad de Bellas Artes de la Geidai. A lo largo de la obra se incluyen explicaciones técnicas sobre dibujo, ejemplos de la historia del arte, y creaciones originales que han realizado estudiantes de arte y antiguos compañeros de Tsubasa. El propio título del manga, Blue Period, es una referencia al período azul de Pablo Picasso.

## Contenido de la obra

### Manga
La editorial Kōdansha comenzó a publicar Blue Period el 24 de junio de 2017, en la revista Gekkan Afternoon de tirada mensual. La serie continúa publicándose y ha sido recopilada hasta la fecha en diecisiete volúmenes. A nivel internacional, existe una edición en español de Milky Way Ediciones, que lanzó el primer tomo en España en octubre de 2019. La edición estadounidense, a cargo de Kodansha USA, salió a la venta en noviembre de 2019.
| Núm. | Fecha de publicación     | ISBN                   | Fecha de publicación | ISBN                   |
| ---- | ------------------------ | ---------------------- | -------------------- | ---------------------- |
| 1    | 22 de diciembre de 2017  | ISBN 978-4-06-510586-3 | Octubre de 2019      | ISBN 978-84-17820-61-9 |
| 2    | 23 de marzo de 2018      | ISBN 978-4-06-511124-6 | Diciembre de 2019    | ISBN 978-84-17820-81-7 |
| 3    | 23 de agosto de 2018     | ISBN 978-4-06-512336-2 | Febrero de 2020      | ISBN 978-84-17820-95-4 |
| 4    | 22 de febrero de 2019    | ISBN 978-4-06-514484-8 | Junio de 2020        | ISBN 978-84-18222-18-4 |
| 5    | 21 de junio de 2019      | ISBN 978-4-06-515958-3 | Septiembre de 2020   | ISBN 978-84-18222-42-9 |
| 6    | 22 de noviembre de 2019  | ISBN 978-4-06-517512-5 | Diciembre de 2020    | ISBN 978-84-18222-70-2 |
| 7    | 23 de marzo de 2020      | ISBN 978-4-06-518889-7 | Marzo de 2021        | ISBN 978-84-18222-95-5 |
| 8    | 23 de septiembre de 2020 | ISBN 978-4-06-520727-7 | Mayo de 2021         | ISBN 978-84-18788-16-1 |
| 9    | 21 de enero de 2021      | ISBN 978-4-06-521994-2 | Agosto de 2021       | ISBN 978-84-18788-39-0 |
| 10   | 21 de mayo de 2021       | ISBN 978-4-06-523175-3 | Enero de 2022        | ISBN 978-84-18788-91-8 |
| 11   | 22 de septiembre de 2021 | ISBN 978-4-06-524669-6 | Abril de 2022        | ISBN 978-84-19195-27-2 |
| 12   | 23 de mayo de 2022       | ISBN 978-4-06-527418-7 | Diciembre de 2022    | ISBN 978-84-19536-26-6 |
| 13   | 22 de noviembre de 2022  | ISBN 978-4-06-529730-8 | Mayo de 2023         | ISBN 978-84-19536-93-8 |
| 14   | 21 de julio de 2023      | ISBN 978-4-06-531943-7 | Marzo de 2024        | ISBN 978-84-10223-08-0 |
| 15   | 22 de noviembre de 2023  | ISBN 978-4-06-533571-0 | Octubre de 2024      | ISBN 979-13-87506-10-0 |
| 16   | 21 de noviembre de 2024  | ISBN 978-4-06-537474-0 | Mayo de 2025         | ISBN 979-1-387-83107-3 |
| 17   | 22 de mayo de 2025       | ISBN 978-4-06-539411-3 |                      | ISBN                   |

### Anime
Blue Period cuenta con adaptación a anime, estrenada en Japón el 2 de octubre de 2021 en el bloque Super Animeism en la red de canales de TBS.  A nivel mundial, Netflix la transmite con periodicidad semanal desde el 9 de octubre de 2021. En la versión en español, ofrecida en versión original subtitulada, se tradujo el título de la serie por Periodo azul. La animación corre a cargo del estudio Seven Arcs, bajo la dirección de Kōji Masunari y Katsuya Asano, guion de Reiko Yoshida, diseños de personajes de Tomoyuki Shitaya y música de Ippei Inoue. Omoinotake interpreta el tema de apertura «Everblue», mientras que Mol-74 interpreta el tema de cierre «Replica».
Antes de que llegara a confirmarse el anime de la serie, en septiembre de 2020, la autora colaboró con el dúo musical Yoasobi en un anuncio de galletas de Bourbon. La letra del sencillo Gunjou (群青?) está inspirada en la propia serie, y a lo largo del video se muestran algunas de las obras originales de Blue Period con más relevancia en la trama.

## Recepción
Blue Period obtuvo buena acogida de la crítica por su realismo al plasmar la vida de un estudiante de arte, así como al mostrar los esfuerzos del protagonista por igualar a gente con años de experiencia o un talento artístico innato. La serie ha sido nominada en dos ocasiones al premio Manga Taishō y ganó la edición de 2020, imponiéndose a rivales como Spy × Family y Chainsaw Man. Ese mismo año también fue galardonada con el premio de manga Kōdansha en la categoría general. Por otra parte, ha quedado en cuarto lugar en la encuesta de popularidad Kono Manga ga Sugoi de 2019.
En 2019, Tsubasa Yamaguchi acudió como invitada al 25º Salón del Manga de Barcelona, después de que Blue Period fuese seleccionada «obra del jurado» por el Japan Media Arts Festival que organiza la Agencia para Asuntos Culturales de Japón.